# Collège des hautes études de l'environnement et du développement durable
 (décembre 2012).
Si vous disposez d'ouvrages ou d'articles de référence ou si vous connaissez des sites web de qualité traitant du thème abordé ici, merci de compléter l'article en donnant les références utiles à sa vérifiabilité et en les liant à la section « Notes et références ».
Le Collège des Hautes Études de l'Environnement et du Développement Durable (CHEE&DD) a pour objectif de former au développement durable des cadres dirigeants, des élus et des responsables en France.
Créé en 1995 sous le nom de Collège des Hautes Études de l’Environnement, il prend son nom actuel en 2004 et veut contribuer à traduire dans les faits le développement durable, principe politique adopté par la Communauté des Nations à l'occasion du Sommet de la Terre de Rio de Janeiro, en 1992, engagement renouvelé à Johannesburg, en août 2002.

## Les Grandes Écoles partenaires
Le collège repose sur un partenariat établi avec ces trois grandes écoles qui valident le cursus de chaque session annuelle :
- l’École centrale Paris,
- ESCP-Europe,
- AgroParisTech.

Depuis septembre 2012, le CHEE&DD Paris, devenu label de Centrale Paris Executive Education propose une formation certifiante de haut niveau pour les cadres et dirigeants d’entreprise qui veulent intégrer le développement durable dans leur pratique professionnelle et ainsi donner au management une dimension nouvelle au cœur des enjeux de l’économie contemporaine.
Le développement durable devient une stratégie mondiale de sortie de crise par le biais de l’innovation dans les offres, la mobilisation des équipes et la collaboration des parties prenantes.
Cette formation de 18 jours bénéficie des apports pédagogiques de Centrale Paris et de ses avoirs technologiques.

## Les référents pédagogiques du CHEE&DD
- Mathieu Baudin, écoprospectiviste, Directeur pédagogique du CHEE & DD
- Jacques Bregeon, fondateur du CHEE & DD
- Alain Cadix, directeur de l'École nationale supérieure de création industrielle (ENSCI - Les Ateliers)
- Philippe Durance, prospectiviste, Professeur associé au CNAM
- André-Jean Guérin, directeur environnement et développement durable de l’Assemblée des Chambres Françaises de Commerce et d’Industrie (ACFCI)
- Christian Huglo, avocat à la cour
- Hervé Lethier, conseil International, Expert
- Thierry Libaert, professeur à l’Université catholique de Louvain, Expert en communication responsable et communication de crise
- Thierry Paquot, philosophe, professeur des universités (Institut d'urbanisme de Paris, Paris XII-Val-de-Marne), Éditeur de la revue Urbanisme

## Les intervenants acteurs et experts
- Économistes :
- Stratèges en Management :
- Enseignants, Chercheurs, Universitaires :
- Scientifiques :
- Sociologues :
- Prospectivistes :
- Philosophes :
- Juristes :
- Humanitaires et Écologistes :
- Designers et Artistes :

## Les anciens auditeurs
Après 17 ans d'existence et 7 CHEEDD en France, plus de 500 anciens auditeurs ont suivi le cursus des CHEEDD.

## Les organisations et sessions régionales
- CHEEDD Méditerranée à Marseille
- CHEEDD Nord-Pas-de-Calais à Valenciennes
- CHEEDD Aquitaine à Bordeaux
- CHEEDD Pays de la Loire à Nantes